# DR 700 264 bis 266
Die Turmtriebwagen der Baureihe München 700 264 bis 266 wurden 1926 von der Waggonfabrik Josef Rathgeber für die Fahrleitungsmeistereien im Raum München bei der damaligen Deutschen Reichsbahn in drei Exemplaren gebaut. Später erhielten die Fahrzeuge die Bezeichnung DR 701 413-415. Alle Fahrzeuge überstanden den Zweiten Weltkrieg und kamen danach zu der Deutschen Bundesbahn, wo die erhaltenen Fahrzeuge noch die UIC-Bezeichnung 703 001 und 004 erhielten.
Die Fahrzeuge waren bis 1970 in Betrieb und wurden danach ausgemustert sowie verschrottet.

## Geschichte
Für das im Aufbau befindliche elektrische Streckennetz in Süddeutschland benötigten die Fahrleitungsmeistereien Oberleitungsrevisionstriebwagen, mit denen die Fahrdrahtlage im Gleis kontrolliert werden konnte. Dafür bestellte die Deutsche Reichsbahn 1926 bei der Waggonfabrik Josef Rathgeber in München drei vierachsige elektrische Turmtriebwagen, die für den Oberleitungsbetrieb oder dem Betrieb mit Akkumulator verwendet werden konnten. Die elektrische Ausrüstung wurde von den Siemens-Schuckertwerken geliefert, die Batterie kamen von der Accumulatoren-Fabrik Berlin-Hagen, der heutigen BAE Batterien.
Die Fahrzeuge waren für die Fahrleitungskontrolle und kleine Reparaturen wie dem Auswechseln von Isolatoren zuständig. Sie wurden zuerst als München 700 264 bis 266 bezeichnet. Um 1936 erhielten die die Betriebsnummern 701 413–415 Mü. Alle Fahrzeuge wurden nach dem Zweiten Weltkrieg von der Deutschen Bundesbahn übernommen und als Mü 6200–6202 bezeichnet. Der zuerst gelieferte Wagen Mü 6200 wurde noch um 1957 ausgemustert. Die beiden verbliebenen Fahrzeuge wurden 1968 nach der UIC-Norm als 703 001 und 703 004 umgezeichnet. Um 1970 sollen sie verschrottet worden sein.

## Technische Daten
Der Wagenkasten bestand aus einem Stahlgerippe in Nietbauweise. Die Drehgestelle wurden nach dem Vorbild der Durchgangszug-Wagen gestaltet. Die Primärfederung bestand aus Blattfedern, die sekundäre Federung aus Schraubenfedern. Diese war besonders weich ausgeführt, um die sehr empfindlichen Gleichrichter zu schonen. An den Enden des Fahrzeuges befanden sich die Vorbauten mit den Batteriekästen. Es folgten zwei ungleich große Führerräume. In einem waren lediglich die Bedienelemente für das Fahrzeug, im anderen zusätzlich die Armaturen für den Gleichrichter sowie die benötigte Handluftpumpe zu erstmaligen Heben des Stromabnehmer. Hinter diesem Führerstand lag der Maschinenraum mit der Hochspannungskammer. Der übrige Raum zwischen den Führerständen war der Arbeits- und Aufenthaltsraum für die Mannschaft.
Die Wagen waren mit einer indirekte Bremse von Knorr sowie einer Spindelhandbremse ausgerüstet, die auf eine Klotzbremse wirkten.

## Dachausrüstung
Auf dem Dach befanden sich ein herkömmlicher Stromabnehmer für den Fahrbetrieb, eine drehbare und mit Geländer gesicherte Arbeitsbühne und ein Erdungsstromabnehmer. Der Zugang zum Dach war aus dem Innenraum möglich. Der Ausgang war so gesichert, dass ein Aufstieg auf das Dach nur möglich war, wenn der Erdungsbügel an der spannungslosen Fahrleitung anlag.

## Elektrische Ausrüstung
Die Leitungsführung für die Fahrmotoren von der Oberleitung erfolgte zuerst über einen Ölschalter zum Haupttransformator. Dort wurde die Spannung auf etwa 500 V herabgesetzt. Von dort gelangte der Strom zum Gleichrichter, über Glättungsdrosselspulen zu den Akkumulatoren und weiter zu den Fahrmotoren, von denen jeweils der innere im Drehgestell als Tatzlager-Motor ausgeführt war. Mit der elektrische Ausrüstung war so ausgeführt, dass sie entweder von den Akkus alleine oder von den Akkus und dem Gleichrichter (und damit von der Oberleitung) in Parallelschaltung ausgeführt war. Die Akkus hatten nach Umbau eine Kapazität von 443 Ah und ein gegenüber der Ursprungsform um 2 t geringeres Gewicht.
Die Motoren wurden durch den Fahrschalter in elf Stufen geregelt. Die Stufen 1 bis 7 waren als Reihenschaltung ausgeführt, die Stufen 8 bis 11 in Parallelschaltung. Zum Schutz gegen Überspannungen diente ein zweipoliger Überspannungsableiter.